# InterPride
InterPride es la organización internacional que reúne a los organizadores de marchas del orgullo de todo el mundo para establecer redes, compartir conocimientos y maximizar el impacto. Con este fin, los organizadores diseñan la estructura, los programas y las iniciativas de InterPride, para brindarles mejor apoyo a nivel local, regional y global. InterPride también posee la etiqueta WorldPride, que los miembros licencian a una organización miembro mediante un voto directo.

## Historia

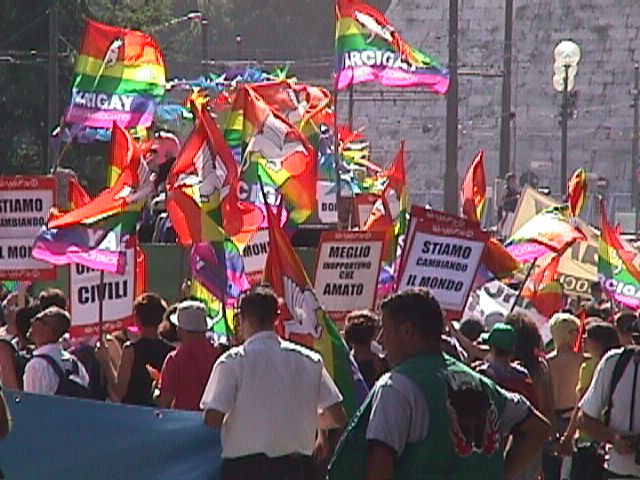
Imagen del primer WorldPride, en Roma el 8 de julio del 2000.

InterPride se constituyó como una organización sin fines de lucro 501(c)(3) en Texas en la década de 1980. La organización era originalmente conocida como la Asociación Nacional de Coordinadores de Orgullo de Lesbianas y Gays (NAL/GPC), antes de cambiar su nombre a Asociación Internacional de Coordinadores de Orgullo de Lesbianas y Gays (IAL/GPC) en octubre de 1985, la Asociación Internacional de Coordinadores de Orgullo de Lesbianas, Gays, Bisexuales y Transgénero en la conferencia en West Hollywood, California, y finalmente a InterPride a finales de la década de 1990.

### Formación de InterPride
En abril de 1981, los Coordinadores de Orgullo Rick Turner y Marsha H. Levine, de San Francisco y Boston respectivamente, se reunieron en una "llamada a la unidad" para una conferencia de liderazgo gay y lésbico en Los Ángeles, para iniciar una organización que entonces se conocía como NOLAG (Organización Nacional de Lesbianas y Gays). Mientras discutían los problemas comunes que enfrentaban sus organizaciones de Orgullo individuales y comentaban que sus conexiones con los comités de Orgullo de Nueva York y Los Ángeles eran útiles para resolver problemas, Rick y Marsha sintieron que este intercambio de información era importante y podía desarrollarse en una red potencial.
Más de un año después, en agosto de 1982, Levine envió una convocatoria para la Primera Conferencia Anual de la Asociación Nacional de Coordinadores de Orgullo de Lesbianas y Gays (NAL/GPC), para reunirse en Boston. Rick Turner rechazó unirse a la creación de la organización debido a su deteriorada salud. Con la ayuda del presidente del Comité de Orgullo de San Diego, Doug Moore, quien había estado recopilando una lista de organizaciones nacionales de orgullo, y con pequeñas donaciones de los Comités de Orgullo de Los Ángeles y Boston, la lista de correo de Moore se utilizó para distribuir un formulario de inscripción autoadhesivo diseñado y producido por Levine. Aunque muchos comités expresaron interés en asistir, la mayoría no tenía los fondos para enviar delegados en ese momento.
El 9 de octubre de 1982, en Hill House en Beacon Hill, miembros de los comités de Orgullo de Boston, Chicago, Los Ángeles, Nueva York, San Diego y San Francisco se reunieron en respuesta al correo de Levine. Se unieron tres mesas largas para hacer un área de asientos triangular. Durante dos días se discutieron muchos temas relacionados con la coordinación de los orgullos LGBT, y aunque cada ciudad tenía eventos diferentes, descubrieron que gran parte de la planificación y la logística eran sorprendentemente similares. Votaron para celebrar una segunda conferencia en San Diego el año siguiente.

### Hitos
| Fecha           | Hito |
| --------------- | --- |
| octubre de 1985 | Durante la conferencia de la organización en Fort Lauderdale, Florida, con la asistencia de representantes de Toronto, Ontario, y Alemania, los miembros votaron para cambiar oficialmente el nombre de la organización de la Asociación Nacional de Coordinadores de Orgullo de Lesbianas y Gays a la Asociación Internacional de Coordinadores de Orgullo de Lesbianas y Gays (IAL/GPC). La organización también se comprometió a seguir llegando a otros países. |
| octubre de 1997 | Durante la conferencia de la organización en Nueva York, los miembros votaron para establecer el título "WorldPride" y se lo otorgaron a la ciudad de Roma, Italia, para el año 2000. |
| octubre de 1999 | La primera conferencia celebrada fuera de América del Norte, en Glasgow, Escocia. |
| octubre de 2001 | La primera conferencia celebrada en el hemisferio sur, en Auckland, Nueva Zelanda. Los delegados fueron recibidos por el primer ministro de Nueva Zelanda. |
| octubre de 2003 | La primera conferencia celebrada en una ciudad que no utilizaba el inglés como idioma principal, en Montreal, Quebec. La conferencia en sí se realizó en inglés. |
| octubre de 2004 | La 22.ª conferencia anual de InterPride y la primera conferencia celebrada en un país de habla no inglesa, en Reikiavik, Islandia. |
| Mayo de 2005    | El segundo WorldPride se pospuso hasta agosto de 2006 debido a la inestabilidad militar y religiosa en la región. |
| Junio de 2019   | Stonewall 50 – WorldPride NYC 2019 incluyó una conferencia de Derechos Humanos, un festival y la Marcha del Orgullo con 150,000 participantes pre-registrados entre 695 grupos. |
| Junio de 2020   | En respuesta a la pandemia de COVID-19, se coprodujo Global Pride, que alcanzó a más de 200 millones de personas en todo el mundo, gracias a la cobertura mundial, incluyendo títulos globales como Time Magazine y Forbes. |
| octubre de 2022 | La primera reunión general y conferencia mundial en América Latina tiene lugar en Guadalajara, México. |

## Membresía
A partir del 26 de octubre de 2022, InterPride incluye 338 organizaciones miembros de 70 países.

## Reunión General Anual y Conferencia Mundial
Durante las últimas tres décadas, organizaciones de orgullo de casi todos los continentes han participado en la conferencia mundial anual de InterPride.
La conferencia se celebra cada año en una ciudad diferente, y la ubicación de las próximas conferencias se decide por votación dos años antes de su realización. Para demostrar un compromiso de apoyo y empoderamiento a la comunidad global de Orgullo LGBTI+, la conferencia ahora se celebra con frecuencia fuera de América del Norte. Se disponen de becas, a través del Fondo Conmemorativo Pamela O'Brien, para organizaciones miembros que no puedan permitirse asistir. O'Brien fue miembro durante mucho tiempo de Cape Cod Pride en Massachusetts, EE. UU., y sirvió a InterPride como Directora Regional y Vicepresidenta de Operaciones.
Además, varias redes regionales de Orgullo celebran sus propias conferencias de forma independiente de InterPride.

## WorldPride

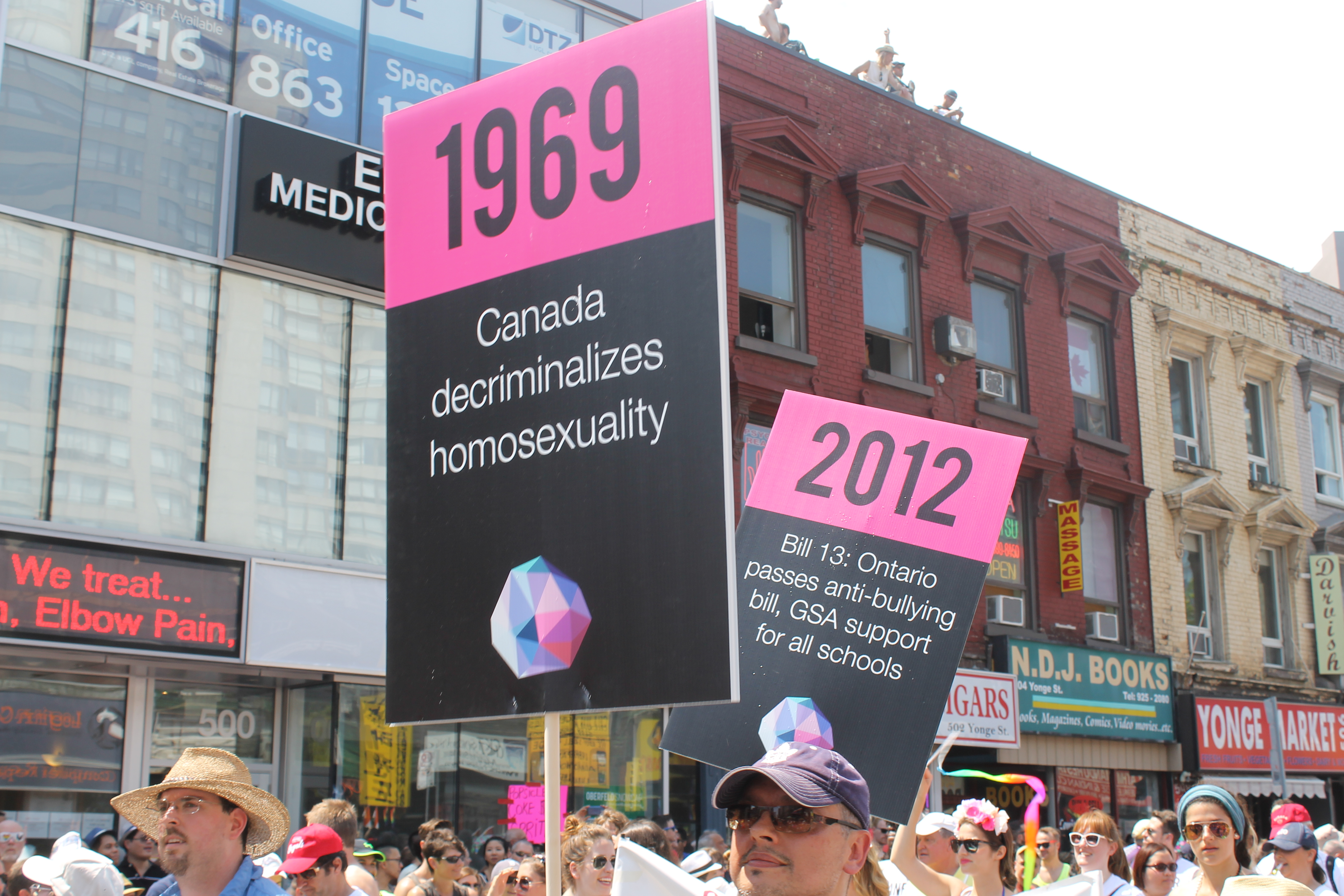
Manifestantes en Pride Toronto WorldPride 2014 con carteles que conmemoran eventos significativos en la historia LGBT de Canadá

WorldPride, licenciado por InterPride y organizado por uno de sus miembros, es un evento que promueve la visibilidad y la concienciación sobre los temas del orgullo lésbico, gay, bisexual y transgénero (LGBT) a nivel internacional. WorldPride incluye desfiles/marchas, una conferencia de derechos humanos, festivales de arte y cultura, y otras actividades.
En la conferencia mundial y reunión general de 1997, los miembros de InterPride votaron para otorgar el primer WorldPride a Roma en el año 2000. Las ciudades anfitrionas continúan siendo seleccionadas por los miembros de InterPride, y los WorldPrides suelen celebrarse cada dos años.

## Controversias
nterPride supuestamente retrocedió en su decisión de nombrar su próximo evento "WorldPride 2025, Taiwán" y en su lugar propuso "WorldPride 2025, Kaohsiung", lo que generó sospechas del público de que el cambio de nombre está motivado políticamente. InterPride refutó esta afirmación con el apoyo de los organizadores del Orgullo taiwanés que estaban al tanto de la negociación del contrato.